# Биндура
Биндура је град у Зимбабвеу у провинцији Машоналенд Централ.